# Província de Shoa
Shoa o Shewa (gueez: ሽዋ, Šawā, en pronunciació moderna Šewā; catalanitzat, Xoa; italià: Scioa) és una regió històrica d'Etiòpia, anteriorment un regne autònom dins de l'Imperi Etiòpic i fins al 1995 una província. La moderna capital etíop, Addis Abeba, està situada en el seu centre.
El nucli de Shewa és part del planell muntanyós en el que es troba actualment l'àrea central d'Etiòpia, però abans del Zemene Mesafint i després de la pèrdua de Bale amb la invasió d'Ahmed al-Ghazi, Shewa formava la frontera sud-oriental d'Etiòpia. Shewa era tan defensable com qualsevol terra muntanyosa, i el seu govern va tenir una continuïtat administrativa amb aquest període anterior malgrat la pèrdua de terres veïnes a mans de l'Imperi Etiòpic. De vegades, era un refugi segur; a uns altres temps el territori quedava aïllat de la resta d'Etiòpia per poblacions hostils.
Les ciutats de Debre Berhan, Antsokia, Ankober, Entoto i (després que Shewa es convertís en una província d'Etiòpia) Addis Abeba van ser les diferents capitals de Shewa en diversos temps. La majoria de Shewa del nord, formada pels districtes de Menz, Tegulet, Yifat, Menjar i Bulga, està poblada principalment per cristians amhares i oromos, mentre que Shewa del sud i oriental està habitada en gran part per oromos musulmans i altres ètnies islamitzades. L'important monestir de Debre Libanos, fundat per sant Tekle Haymanot, està situat al districte de Selale a Shewa del nord (equivalent al modern woreda o districte de Yaya Gulelena Debre Liban a la zona de Semien Shewa).
Fins al 1995 (la divisió administrativa de 1984 a 1991 no fou reconeguda) la província estava dividida en 11 awraja (districtes):
- Cheba i Gurage
- Haykoch i Butajira
- Jibat i Mecha
- Kembata i Hadiya
- Menagesha
- Menz i Gishé
- Merhabété
- Selalé
- Tegoulet i Boulga
- Yerer i Kereyu
- Yifat i Timuga

## Història
Shewa o Shoa apareix en el registre històric com a estat musulmà, que segons G.W.B. Huntingford hauria estat fundat el 896, i tenia la seva capital a Walalah. Aquest estat fou absorbit pel Sultanat d'Ifat al voltant de 1285. Últimament, tres centres urbans dels quals es creu que eren part del regne islàmic de Shewa, foren descoberts per un grup d'arqueòlegs francesos.
Yekuno Amlak va basar la seva revolta contra la dinastia Zagwe en un enclavament a Shewa que era poblat per amhares cristians. Reclamava descendència salomònica, és a dir que els seus avantpassats eren descendents directes dels emperadors axumites, anteriors a la dinastia Zagwe, que suposadament havien utilitzat Shewa com a refugi segur quan la seva supervivència fou amenaçada per Gudit i altres enemics. A aquesta reclamació li dona suport el Kebra Nagast, que al seu capítol 39 esmenta Shewa com a part del regne de Menelik I. Tanmateix, aquesta història pot ser una fabricació posterior que reflecteix la conducta similar de la família de Lebna Dengel, mentre que el Regne d'Axum i el seu predecessor D'mt es limitaven principalment a l'Etiòpia del nord i Eritrea moderns durant el primer mil·lenni abans de Crist.
Al segle xvi Shewa i la resta de l'Abissínia cristiana foren conquerits per les forces d'Ahmad Grañ o Ahmad al-Ghazi d'Adal; Shewa va quedar sota domini musulmà una altra vegada; la regió llavors va estar sotmesa a la pressió dels oromos, que reeixia durant les primeres dècades del proper segle poblant les àrees al voltant de Shewa (que es rebatejaren com a Welega, Arsi i Wollo). Actualment, els oromos, de Wollo i Arsi en particular, són de manera predominant, musulmans. Poc se sap sobre els detalls de la història de Shewa fins a gairebé l'inici del segle XIX; tanmateix, Emperor Lebna Dengel i alguns dels seus fills van utilitzar Shewa com el seu refugi de seguretat quan van estar amenaçats per invasors.

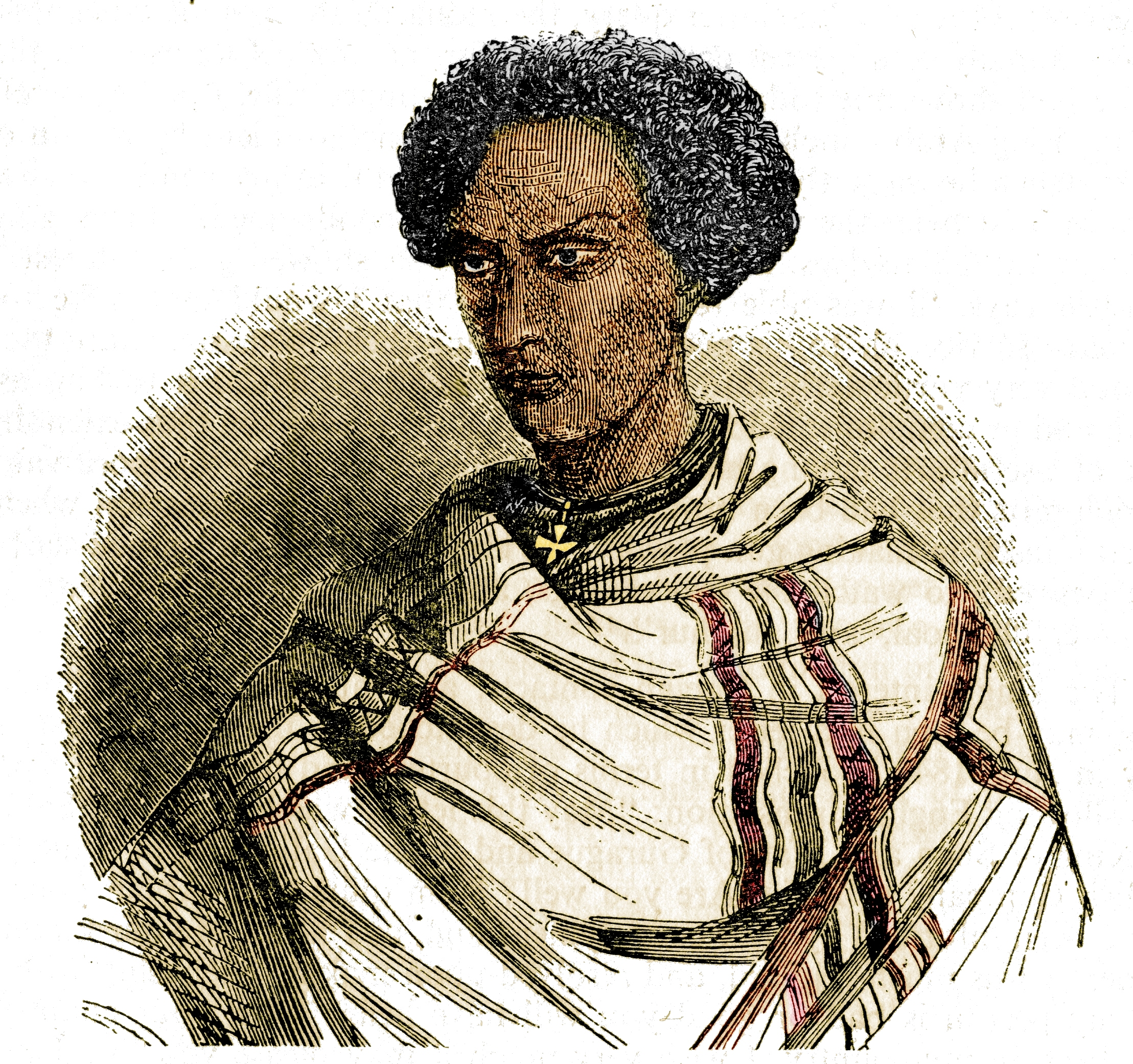
Rei Sahle Selassie

La família governant Shewan era fundada per Negassie a finals del segle XVII; aquest cap va consolidar el seu control al voltant de Yifat. Les tradicions enregistrades sobre la seva ascendència varien: una tradició, datada del 1840, afirma que la seva mare era la filla de Ras Faris, un seguidor de l'emperador Susenyos que s'havia escapat a Menz; una altra tradició divulgada per Serta Wold, un conseller de Sahle Selassie, era que Negassie era un descendent de línia mascle de Yaqob, el fill més jove de Lebna Dengel, i així s'afermava la descendència de l'antiga dinastia salomònica. Així el governant de la família de Shewa es considerava el representant de la branca júnior de la dinastia Salomònica, mentre el governant a Gondar es considerava el representant de la branda sènior o major.
El fill de Negassie, Sebestyanos va agafar el títol de Meridazmach ("Comandant Temible"), que fou específic de Shewa. Els seus descendents continuaren portant aquest títol fins que Sahle Selassie de Shewa es declarava "rei" en els anys 1830. El seu net, Sahle Maryam, finalment reeixiria com a emperador de tota Etiòpia al final del segle sota el nom de Menelik II. El títol de "Rei de Shewa" s'incloïa als títols de l'"Emperador d'Etiòpia" quan Menelik es va convertir en emperador (negus).
Els reis de Xoa estengueren el seu control cap al sud i est, a través de les terres baixes i el desert, i reeixien a sotmetre algunes regions sota el seu control. Els emperadors d'Etiòpia havien reclamat molt de temps aquestes regions del sud, i les diverses relacions directes i tributàries havien existit abans de la invasió de l'Imam Ahmad al-Ghazi (Ahmad Grañ). La Gran Migració dels Oromos, que va seguir la derrota i mort de l'imam, va tallar aquestes antigues relacions i va canviar dràsticament la demografia de l'àrea. El regne de Shewa, que Menelik II va aportar al regne etiòpic, s'havia expandit una mica, i així va afegir una àrea significativa a la total de l'imperi. Etiòpia arribava a altres fronteres més llunyanes durant expansió a l'est i sud, deixant la regió de Shewa com el centre físic del país modern.
En temps recents, Shewa era un Govern-General (Província) sota la monarquia, una governació durant el domini italià (vegeu Scioa), i una regió administrativa d'Etiòpia sota el règim militar del Derg fins a 1984. En aquell any, a la proclamació de la "República Popular" sota el règim del Derg ara convertit en règim civil, Shewa es va partir en quatre Regions Administratives, North Shewa, Southern Shewa, Eastern Shewa i Western Shewa. Després de la caiguda del Derg el 1991, les velles províncies històriques velles i les regions administratives foren abolides, i es van crear les regions modernes de base ètnica i lingüística. L'anterior província de Shewa es va repartir entre la Regió Amhara i la regió d'Oròmia, a més de l'àrea autònoma d'Addis Abeba.

## Governants de Shoa[3]
| Període                                      | Sobirà                             | Notes                                                                        |
| -------------------------------------------- | ---------------------------------- | ---------------------------------------------------------------------------- |
| Branca de Shoa de la dinastia Salomònica     |                                    |                                                                              |
| vers 1682 a vers 1703                        | Abeto Negasi Krestos               |                                                                              |
| vers 1703 a vers 1718                        | Meridazmach Sebestyanos            |                                                                              |
| vers 1718 a vers 1744                        | Meridazmach Qedami Qal             | Conegut habitualment com Abuye                                               |
| vers 1744 a vers 1775                        | Meridazmach Amha Iyasus            | També conegut com Amhayes                                                    |
| vers 1775 a vers 1808                        | Meridazmach Asfa Wossen            |                                                                              |
| vers 1808 a juny de 1813                     | Meridazmach i Ras Wossen Seged     |                                                                              |
| Juny de 1813 a 22 d'octubre de 1847          | Meridazmach i negus Sahle Selassie | Negus des de 1839                                                            |
| 22 d'octubre de 1847 a 9 de novembre de 1855 | Negus Haile Melekot                |                                                                              |
| 9 de novembre de 1855 a 1856                 | Sahle Mariam                       | el futur Menelik II d'Etiòpia                                                |
| 1856 a 1859                                  | Meridazmach Haile Mikael           | fill de Sahle Selassie, nomenat virrei per l'emperador Tewodros II d'Etiòpia |
| 1859                                         | Bezabeh                            | ;nomenat virrei per l'emperador Tewodros II d'Etiòpia                        |
| 1859 a 1860                                  | Meridazmach Seyfe                  | fill de Sahle Selassie; rebel contra l'emperador Tewodros II d'Etiòpia       |
| 1860 a 1865                                  | Bezabeh                            | Segona vegada; restaurat per l'emperador Tewodros II                         |
| 1865 a 1913                                  | Sahle Mariam                       | segona vegada; el 1889 va esdevenir Menelik II d'Etiòpia                     |